# Kurt Crohn
Kurt Crohn (* 22. Januar 1896 in Köslin; † wahrscheinlich 1944 im KZ Auschwitz) war ein deutscher Pädagoge jüdischer Herkunft. Er rettete vielen jüdischen Kindern das Leben.

## Leben
Kurt Crohn war der Sohn von David und Margarethe Crohn. Er war Zögling des Jüdischen Waisenhauses in Berlin. Nach dem Studium war er zunächst Lehrer im Berliner Bezirk Pankow. Im Jahr 1936 wurde er mit der Leitung des Jüdischen Waisenhauses in Berlin beauftragt. Nach den landesweiten Pogromen im Jahr 1938 gelang es Crohn zusammen mit seiner Frau Susanne für zahlreiche jüdische Waisenkinder die Ausreise mit Kindertransporten nach Großbritannien und in die Niederlande zu organisieren und damit deren Leben zu retten. Er selbst blieb mit Frau und Tochter in Berlin, weil er die ihm anvertrauten Kinder nicht verlassen wollte. Nach der Schließung des Waisenhauses im Jahr 1940 leitete Kurt Crohn das nun zusammengelegte Berliner jüdische Waisenhaus „Auerbach-Pankow“ in Prenzlauer Berg bis zur Schließung am 31. Dezember 1942. Die Familie Crohn wurde im Juni 1943 verhaftet und am 1. Juli 1943 in das KZ Theresienstadt deportiert. Während seine Frau und die gemeinsame Tochter Renate den Holocaust überlebten, wurde Kurt Crohn am 28. September 1944 in das KZ Auschwitz verschleppt und dort kurze Zeit später ermordet.
Crohns Tochter Renate wanderte später nach Israel aus. Das Berliner Bezirksamt Pankow hat nach Susanne und Kurt Crohn den Park an der Wisbyer Str. 56–58 im Bezirk Pankow benannt.